# Perilecanium transparens
Perilecanium transparens är en insektsart som först beskrevs av Hempel 1937.  Perilecanium transparens ingår i släktet Perilecanium och familjen skålsköldlöss. Inga underarter finns listade i Catalogue of Life.